# Salix lyonensis
Salix lyonensis är en videväxtart som beskrevs av D.J.Tennant. Salix lyonensis ingår i släktet viden, och familjen videväxter. Inga underarter finns listade i Catalogue of Life.